# The Millionaire Cowboy (film 1924)
The Millionaire Cowboy è un film muto del 1924 diretto da Harry Garson. La sceneggiatura di Frank S. Beresford si basa su un soggetto di Darryl F. Zanuck, quello che sarebbe diventato poi uno dei più famosi produttori di Hollywood. Prodotto dalla Harry Garson Productions, il film aveva come interpreti Gloria Grey, Charles Crockett e, nel ruolo del protagonista, Maurice Bennett Flynn, un giocatore di football conosciuto come 'Lefty' per i suoi lanci da mancino.

## Trama
Charles Meredyth decide di mettere fine alle brutte abitudini di suo figlio Gallop dopo che ha passato ancora una notte di gozzoviglie. Dicendogli che ha ucciso un tassista, lo induce a fuggire dalla città e lo aiuta nella fuga. Gallop arriva in una piccola cittadina del West i cui unici abitanti sono Granville Truce, l'uomo che l'ha fondata, sua figlia Pauline e una banda di fuorilegge messicani. Il nuovo venuto scopre che Granville ha sviluppato dall'olio di cactus un antiruggine che lui comincia a mettere in vendita. Fatto repulisti dei banditi, Gallop segnala sulle mappe la piccola città e infila al dito di Pauline l'anello di fidanzamento.

## Produzione
Il film fu prodotto dalla Harry Garson Productions. Il 18 ottobre 1924, Moving Picture World riportava che il titolo del film era stato cambiato da The Stranger from Nowhere a The Millionaire Cowboy.

## Distribuzione
Il copyright del film, richiesto dalla R-C Pictures Corp., fu registrato il 5 ottobre 1924 con il numero LP20740.

Distribuito dalla Film Booking Offices of America, il film uscì nelle sale statunitensi il 5 ottobre 1924. In Portogallo, fu distribuito il 18 luglio 1928 con il titolo Milionário Vagabundo. Nel Regno Unito fu distribuito nel 1926 dall'Ideal.
Copia della pellicola, un nitrato 35 mm, si trova conservata nell'UCLA Film & Television Archive di Los Angeles.